# Hermann Weigmann
Hermann Weigmann (* 17. Januar 1856 in Fürth; † 19. Februar 1950 in Kappeln an der Schlei) war ein deutscher Bakteriologe, Brau- und Milchwissenschaftler. Er begründete als Leiter der „Versuchsstation und Lehranstalt für Molkereiwesen“ in Kiel ab 1889 die moderne Milch-Bakteriologie in Deutschland. Weigmann wurde der Hauptträger der Idee von Benno Martiny (1871–1953) zur Errichtung eines milchwirtschaftlichen Forschungsinstituts. Auf Grund seiner Bemühungen entstand dann 1922 die Forschungsanstalt in Kiel, dem Ort seiner eigenen Lebensarbeit.

## Leben
Hermann Weigmann kam als Sohn des Zinngießers Johann Andreas Weigmann im Haus „Zum Goldenen Schwan“ am Marktplatz 2 in Fürth zur Welt und besuchte die Lateinschule in Nürnberg. Schon in seiner Jugend zeigte Hermann Weigmann großes Interesse für Naturwissenschaft, besonders für Chemie. 1875 bestand er am Königlichen Bayerischen Realgymnasium in Nürnberg das Abitur. Anschließend leistete er im bayerischen Jäger-Bataillon in Erlangen Militärdienst.
Im Anschluss an seine Militärzeit studierte Weigmann in Erlangen als Schüler von Eugen Franz Gorup von Besánez (1817–1878) physiologische Chemie, danach in München als Schüler von Emil Erlenmeyer (1825–1909) Naturwissenschaften. 1879 legte er die Prüfung für das höhere Lehramt ab und promovierte 1882 in Erlangen zum Dr. phil. mit einer Arbeit über „Die Herstellung und Untersuchung von Derivaten der Opiansäure“. Während seines Studiums in Erlangen wurde er 1879 Mitglied der Burschenschaft der Bubenreuther.
Hermann Weigmann wechselte nach dem Studium für kurze Zeit nach Rostock, bis ihn der Begründer der Nahrungsmittelchemie Joseph König (1843–1930) nach Münster in Westfalen berief. 1888 ging Hermann Weigmann zu Hans Vogel (1852–1939) nach Memmingen, wo dieser ein privates technisch-chemisches Laboratorium für Brauerei und Milchwirtschaft eingerichtet hatte.
1889 kam Weigmann mit Wilhelm Fleischmann (1837–1920) zusammen und ging dann nach Kiel an die Versuchs-Station für Molkereiwesen, wo eine bakteriologische Abteilung neu eingerichtet wurde. Er reiste in die Vereinigten Staaten und studierte dort die entsprechenden Einrichtungen an den landwirtschaftlichen Versuchs-Stationen und Universitäten und wertete seine Beobachtungen fruchtbringend für die Heimat aus.
1922 gelang es Weigmann nach jahrelangen Bemühungen, das Institut für Bakteriologie an der Preußischen Forschungsanstalt für Milchwirtschaft in Kiel zu gründen. Er selbst konnte die Einrichtung aufgrund seines fortgeschrittenen Alters nur noch ein Jahr führen. Sein Nachfolger wurde Wilhelm Hermann Henneberg.

## Familie
Hermann Weigmann war mit Elisabeth, geb. Mennemann, verheiratet. Das Paar hatte zwei Söhne, den Bakteriologen und Hygieniker Friedrich Weigmann (1890–1975) und den Wirtschaftswissenschaftler Hans Weigmann (1897–1944).
Der Name Weigmann wird in Fürth erstmals 1689 erwähnt. Seit der zweiten Hälfte des 18. Jahrhunderts war das Gasthaus „Zum Goldenen Schwan“ im Besitz der Familie (bis 1880). Neben Herrmann Weigmann und seinen Söhnen gab es weitere bekannte Familiennachfahren:
- Otto Weigmann (1873–1940), Sohn des Kommerzienrates Georg Andreas Weigmann in Lauf. Er war Kunsthistoriker und wurde Direktor der Graphischen Sammlung in München.
- Wilhelm Weigmann (1874–1939), Sohn des Gastwirtes des „Zum Goldenen Schwan“, Fritz Weigmann. Er war Leiter der Obersten Baubehörde Bayerns und Professor an der Technischen Hochschule in München.

## Wissenschaftliches Werk
Zu den herausragenden Milchwissenschaftlern Wilhelm Fleischmann und Benno Martiny gehört auch Hermann Weigmann. Keiner ist ohne die beiden anderen zu denken. Jeder hat auf dem ihm eigenen Arbeitsgebiet Unvergängliches geleistet, Weigmann in der Bakteriologie der Milch und Molkereiprodukte durch die Einführung der Reinkulturen, wozu Emil Christian Hansen (1842–1909) in der Brauerei das Vorbild gegeben hatte. Besonders zu erwähnen sind „Die Pilzkunde der Milch“ 1911 und 1924, „Lehrbuch der Milchwirtschaft“ von Wilhelm Fleischmann, das Hermann Weigmann in 7. Auflage gänzlich umgearbeitet hat, und das „Handbuch der praktischen Käserei“ von Wilhelm Eugling, das in 3. und 4. Auflage von ihm herausgegeben worden ist.

## Ehrungen

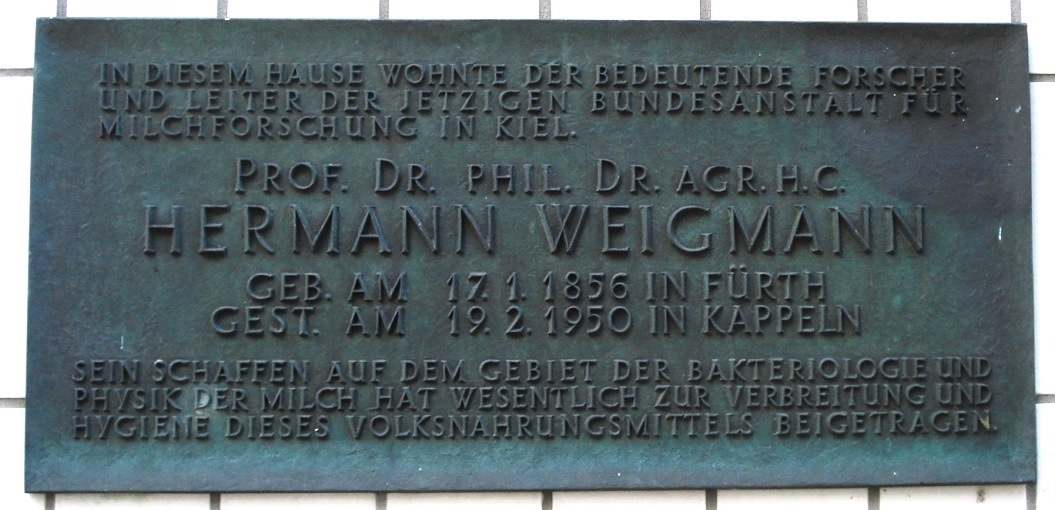
Gedenktafel am ehemaligen Wohnhaus in Kiel (Holtenauer Straße 61)

Die Wiener Gesellschaft für Mikrobiologie ernannte Professor Dr. phil. et. agr. h. c. Hermann Weigmann für seine Verdienste um die Mikrobiologie 1933 zum korrespondierenden Mitglied.
- Gedenktafel an seinem Geburtshaus, Gasthof „Goldener Schwan“ in Fürth.
- Hermann-Weigmann-Straße in Kiel (Bundesanstalt für Milchforschung | MRI – Max Rubner Institut Kiel)
- Zu Erinnerung an Dr. Hermann Weigmann wird die Hermann-Weigmann-Medaille an verdienstvolle Wissenschaftler verliehen.
- Gedenktafel am ehemaligen Wohnhaus von Hermann Weigmann in Kiel (Holtenauer Straße 45)

## Veröffentlichungen (Auswahl)
- Die Herstellung und Untersuchung von Derivaten der Opiansäure. Dissertation, Universität Erlangen, 1882
- Die Pasteurisierung der Marktmilch. Ein neuer Apparat für die Pasteurisierung großer Mengen im laufenden Betrieb. Hildesheim: Molkerei-Zeitung, 1915, 12 S. (Aus: Molkerei-Zeitung. Jg. 1915. Nr. 71 und 72)
- Die Tätigkeit der Versuchsstation und Lehranstalt für Molkereiwesen in Kiel: Abteilung der Landwirtschafts-Kammer für die Provinz Schleswig-Holstein seit Gründung der bakteriologischen Abteilung im Jahre 1889. Ein 25 Jahre umfassender Bericht. [s. l.]: [s. n.], 1916, 150 S.
- Die Pilzkunde der Milch. Eine Darstellung der Gärungserscheinungen in der Milch und der Gärungstechnik des Molkereigewerbes. 2., vollst. neubearb. Auflage der Mykologie der Milch. Berlin: P. Parey, 1924, VIII, 379 S.
- Wilhelm Fleischmann: Lehrbuch der Milchwirtschaft 7. völlig neubearb. Auflage, hrsg. von Hermann Weigmann. Berlin: P. Parey, [1929]-1932, XI, 966 S.
- Handbuch der praktischen Käserei. 4., gänzlich neubearb. Auflage von Wilhelm Euglings "„Handbuch der Käserei“. Berlin: Parey, 1933, VIII, 422 S.
- Karl Nagalhard: Männer um Martiny. Mit einer geschichtlichen Einleitung über „Die Milchwirtschaft in ihrem Werden als angewandte Wissenschaft“ von Hermann Weigmann. Hrsg.: Preußische Versuchs- und Forschungsanstalt für Milchwirtschaft in Kiel. Hildesheim: Molkerei-Zeitung, 1936, 124 gez. Bl. (Hermann Weigmann galt als Nestor der deutschen Milchwirtschaft. Benno Martiny war Weigmanns großes Vorbild, „dessen Idee nach Gründung eines Hochstiftes für die Milchwirtschaft er aufgegriffen und bis zum Erfolg durchgeführt hat. Darüber hinaus aber war Martiny die hervorragendste Gestalt der Milchwirtschaft um die Wende des 19. Jahrhunderts.“ (Vorwort) Enthält 124 Kurzbiographien bedeutender Milchwissenschaftler und Porträtzeichnungen von G. Zimmermann)
- Benno Martiny, der Mann, sein Streben und sein Werk. Zur Erinnerung an seinen 100. Geburtstag am 23. September 1936. Hildesheim: Molkerei-Zeitung, 1936, 78 S.